# Медовець (рід)
Медо́вець (Lichmera) — рід горобцеподібних птахів родини медолюбових (Meliphagidae). Представники цього роду мешкають на Молуккських і Малих Зондських островах, на Новій Гвінеї, на островах Меланезії та в Австралії.

## Види
Виділяють одинадцять видів:
- Медовець острівний (Lichmera lombokia)
- Медовець оливковий (Lichmera argentauris)
- Медовець мангровий (Lichmera limbata)
- Медовець бурий (Lichmera indistincta)
- Медовець блідий (Lichmera incana)
- Медовець новогвінейський (Lichmera alboauricularis)
- Медовець плямистоволий (Lichmera squamata)
- Медовець буруйський (Lichmera deningeri)
- Медовець серамський (Lichmera monticola)
- Медовець тиморський (Lichmera flavicans)
- Медовець ветарський (Lichmera notabilis)

## Етимологія
Наукова назва роду Lichmera походить від дав.-гр. λιχμηρης — лизати язиком.